# Hannah Cowley
Hannah Cowley (ur. 1743, zm. 1809) – angielska dramatopisarka i poetka.

## Życiorys
Hannah Cowley urodziła się w Tiverton, gdzie jej ojciec, Philip Parkhouse, był księgarzem. W 1772 poślubiła Thomasa Cowleya, urzędnika Brytyjskiej Kompanii Wschodnioindyjskiej, który zmarł w 1797. Po ślubie para przeprowadziła się do Londynu, gdzie pan Cowley znalazł pracę jako wydawca gazety i krytyk teatralny. Ta ostatnia okoliczność okazała się kluczowa dla literackiej kariery Hanny Cowley. Przez kilka pierwszych lat małżeństwa nie była aktywna literacko, jednak obracała się w świecie kultury. Później nieoczekiwanie wyrosła na pierwszą damę dramaturgii angielskiej XVIII wieku. Zmarła w rodzinnym Tiverton. Zostawiła po sobie dwoje dzieci, syna i córkę.

## Twórczość
O rozpoczęciu przez Hannę Cowley kariery literackiej zadecydował przypadek, który przeszedł do anegdoty. Pewnego wieczoru małżonkowie byli razem w teatrze. Pani Cowley, której sztuka nie przypadła do gustu stwierdziła, że mogłaby pisać równie dobrze. Pan Cowley się na to roześmiał z niedowierzaniem. Nieco zapewne tym dotknięta żona postanowiła udowodnić mężowi, że jest w stanie pisać dramaty. Już pierwszy z nich okazał się wielkim sukcesem. Była to sztuka The Runaway. Autorka wysłała tekst do Davida Garricka, który wystawił sztukę na Drury Lane w 1776. Dramaty Hanny Cowley były odtąd prezentowane albo na Drury Lane, albo w Covent Garden. Ogółem Hanna Cowley napisała 13 sztuk teatralnych i kilka innych dzieł, w tym epos The Siege of Acre. Pod pseudonimem Anna Matilda, który stał się przysłowiowy i zaczął oznaczać literaturę sentymentalną, prowadziła na łamach czasopisma "World" wymianę korespondencji z Robertem Merry.